# جيمس سوليفان (كاتب)
جيمس سوليفان (بالإنجليزية: Owen Sullivan )‏ (و. 1981 – 2009 م) هو موسيقي، وطبال، وعازف بيانو، وكاتب أغاني، ومغني، من الولايات المتحدة، ولد في هونتينغتون بيتش، أورانج، كاليفورنيا، توفي في هونتينغتون بيتش، أورانج، كاليفورنيا، عن عمر يناهز 28 عاماً، بسبب جرعة زائدة.

## التعليم
تعلم في ثانوية هونتينغتون بيتش ‏.

## وصلات خارجية
- جيمس سوليفان على موقع IMDb (الإنجليزية)
- جيمس سوليفان على موقع ميوزك برينز (الإنجليزية)
- جيمس سوليفان على موقع أول ميوزيك (الإنجليزية)
- جيمس سوليفان على موقع ديسكوغز (الإنجليزية)
- جيمس سوليفان على موقع قاعدة بيانات الفيلم (الإنجليزية)